# Cybister janczyki
Cybister janczyki är en skalbaggsart som beskrevs av Mouchamps 1957. Cybister janczyki ingår i släktet Cybister och familjen dykare. Inga underarter finns listade i Catalogue of Life.